# Astorre Cattabrini
Astorre Cattabrini (Ancona, 14 agosto 1922 – ...) è stato un calciatore italiano, di ruolo centrocampista.

## Carriera
In gioventù milita nell'Enzo Andreanelli di Ancona; dopo gli esordi in Serie C nel 1941-1942 con il Breda, nel dopoguerra debutta in Serie B con l'Anconitana nel 1946-1947 disputando due campionati cadetti per un totale di 59 presenze.
Dopo la retrocessione in Serie C, gioca per altri due anni con l'Anconitana conquistando la promozione in Serie B al termine della stagione 1949-1950. Nel 1950 passa alla Maceratese e l'anno successivo allo Jesi in Serie C.

## Palmarès

### Club

#### Competizioni nazionali
- Serie C: 1

Anconitana: 1949-1950